# Гречихин, Никита Артёмович
Никита Артёмович Гречихин (1903-1943) — старшина Рабоче-крестьянской Красной Армии, участник Великой Отечественной войны, Герой Советского Союза (1944).

## Биография
Никита Гречихин родился в 1903 году в посёлке Игрень (ныне — в черте Днепра) в крестьянской семье. Получил начальное образование, работал строителем. В феврале 1942 года Гречихин был призван на службу в Рабоче-крестьянскую Красную Армию и направлен на фронт Великой Отечественной войны. Принимал участие в боях на Брянском, Западном, Орловском, Центральном и Белорусском фронтах. Участвовал в Орловской, Черниговско-Припятской, Гомельско-Речицкой операциях. К сентябрю 1943 года старшина Никита Гречихин был помощником командира взвода 1185-го стрелкового полка 356-й стрелковой дивизии 61-й армии Центрального фронта. Отличился во время битвы за Днепр.
Во время боёв на подступах к Днепру в районе села Любеч Репкинского района Черниговской области Украинской ССР Гречихин, находясь в разведке в составе разведгруппы, обнаружил немецкое подразделение численностью около 50 человек. Воспользовавшись преимуществом внезапности, он атаковал противника, уничтожив 9 вражеских солдат и ещё 1 взял в плен. Во время форсирования Днепра Гречихин разыскал 5 лодок и во главе группы бойцов одним из первых переправился через реку и пулемётным огнём прикрыл переправу батальона. 4 октября 1943 года в бою на реке Брагинка в районе деревни Пирки Брагинского района Гомельской области Белорусской ССР вместе с группой солдат зашёл в тыл противника и уничтожил 37 солдат и офицеров врага, способствовав тем самым успешному продвижению батальона. 29 ноября 1943 года полк натолкнулся на сильно укреплённые немецкие позиции в районе сёл Туневщина и Глинище Хойникского района. Взвод, в котором служил Гречихин, несколько раз поднимался в атаку и, достигнув траншей противника, вынудил того отступить. В том бою Гречихин погиб. Был похоронен в селе Туневщина, позднее был перезахоронен в братской могиле в городе Хойники.
Указом Президиума Верховного Совета СССР «О присвоении звания Героя Советского Союза генералам, офицерскому, сержантскому и рядовому составу Красной Армии» от 15 января 1944 года за «образцовое выполнение боевых заданий командования по форсированию реки Днепр и проявленные при этом мужество и героизм» старшина Никита Гречихин посмертно был удостоен высокого звания Героя Советского Союза. Также посмертно был награждён орденом Ленина.

## Награды
- Орден Ленина (посмертно)

## Память
- В честь Гречихина названа школа в Днепропетровске.
- В 1975 году установлен памятник на пересечении дорог Калинковичи-Хойники и Туневщина-Глинище.
- В 1977 году деревня Богуславец Хойникского района Гомельской области переименована в Гречихино[1].
- Стела на Аллее Славы в Хойниках в честь Героя.